# Coluber andreanus
Coluber andreanus är en ormart som beskrevs av Werner 1917. Coluber andreanus ingår i släktet Coluber och familjen snokar. IUCN kategoriserar arten globalt som livskraftig. Inga underarter finns listade i Catalogue of Life.
Enligt Reptile Database ingår arten i släktet Hierophis.
Arten är bara känd från två områden i västra Iran men den kan ha en större utbredning. Ormen hittades i kulliga områden och i bergstrakter mellan 100 och 3000 meter över havet. Habitatet utgörs av stäpper och av bergstrakter.